# Умершие в сентябре 2009 года
Это список известных людей, соответствующих установленным критериям значимости (см. Википедия:Критерии значимости персоналий), умерших в сентябре 2009 года.
Причина смерти указывается лишь в исключительных случаях (убийство, самоубийство, гибель в результате военных действий, смертная казнь, ДТП или несчастные случаи). В остальных случаях — не указывается.

## Список
- 1 сентября — Юсиф Гусейнов (80) — представитель азербайджанского изобразительного искусства, народный художник Азербайджанской ССР (1979)[1].
- 1 сентября — Юрий Рапопорт (85) — известный советский и российский историк, археолог, этнограф.
- 2 сентября — Медведев, Артур Владимирович (40) — основатель и главный редактор альманаха «Волшебная гора»[2].
- 2 сентября — Бэбилон, Гай (52) — музыкант, композитор, участник группы The Elton John Band; сердечный приступ[3].
- 2 сентября — Финько, Виктор Данилович (83) — советский и украинский учёный-правовед.
- 3 сентября — Василий Дрыгин (88) — Герой Советского Союза.
- 3 сентября — Школьников, Ефим Григорьевич (70) — украинский футболист и тренер, мастер спорта, заслуженный тренер Украины.
- 4 сентября — Хакимжан Наурызбаев (84) — советский и казахстанский скульптор.
- 6 сентября — Устинова, Татьяна Ивановна (95) — советский геолог[4].
- 7 сентября — Миллс, Фред (74) — канадский трубач и музыкальный педагог; автокатастрофа[5].
- 8 сентября — Аксёнов, Александр Никифорович (84) — советский партийный и государственный деятель, Председатель Совета Министров Белорусской ССР (1978—1983)[6].
- 8 сентября — Барретт, Рэй (82) — австралийско-британский актёр радио, озвучивания, кино и телевидения.
- 8 сентября — Бор, Оге Нильс (87) — датский физик, лауреат Нобелевской премии (1975), сын Нильса Бора[7].
- 8 сентября — Индрек Юрьё (54) — эстонский историк и архивариус.
- 9 сентября — Сливиньский, Анджей (70) — старший епископ Эльблонгской епархии католической церкви в Польше.
- 11 сентября — Сурен Айвазян — армянский геолог и общественный деятель.
- 11 сентября — Бейнс, Гертруда (115) — старейшая верифицированная жительница Земли[8].
- 11 сентября — Боске, Хуан Альмейда (82) — команданте, заместитель председателя Госсовета Кубы; сердечный приступ[9].
- 11 сентября — Кэрролл, Джим (60) — американский писатель, панк-музыкант; сердечный приступ[10].
- 11 сентября — Станцев, Венедикт Тимофеевич (87) — поэт-фронтовик, автор многих сборников[11].
- 11 сентября — Папульяс, Георгиос (82) — министр иностранных дел Греции (1989), (1990)[12].
- 12 сентября — Рони, Вилли (99) — французский фотограф[13]  (недоступная ссылка)</ref>.
- 12 сентября — Кремер, Джек (88) — американский теннисист, трёхкратный победитель турниров Большого Шлема в одиночном (1946—47) и семикратный в парном разрядах[14].
- 12 сентября — Борлоуг, Норман Эрнест (95) — американский учёный-агроном, лауреат Нобелевской премии мира (1970); рак[15].
- 12 сентября — Сомоги, Тадеуш (87) — польский актёр театра, кино и телевидения.
- 12 сентября — Шенгелия, Леван Александрович (87) — советский и российский художник и режиссёр кино.
- 14 сентября — Суэйзи, Патрик (57) — американский актёр; рак поджелудочной железы[16].
- 14 сентября — Сазерленд, Даррен (27) — ирландский боксёр, бронзовый призёр Олимпиады-2008; самоубийство[17].
- 14 сентября — Зерчанинов, Юрий Леонидович — спортивный журналист, писатель, муж народной артистки России Клары Новиковой[18].
- 14 сентября — Плютинский, Владимир Антонович (82) — украинский агроном, дважды Герой Социалистического Труда, член Верховного Совета СССР (в 1989—1991), народный депутат СССР[19].
- 14 сентября — Ковтунов, Александр Васильевич (76) — генерал-полковник, народный депутат РСФСР[20].
- 15 сентября — Анатолий Быткин (60) — советский футболист, полузащитник и защитник.
- 15 сентября — Матфей (Мормыль) (71) — архимандрит РПЦ, заслуженный профессор Московской духовной академии, уставщик и старший регент хора Троице-Сергиевой Лавры.
- 16 сентября — Роман Кара-Погосян (62) — армянский государственный и военный деятель, генерал-майор полиции.
- 16 сентября — Макдональд, Джеймс (James McDonald; 56) — президент инвестиционной фирмы Rockefeller & Co; самоубийство[21]
- 16 сентября — Преображенская, Лариса Дмитриевна (79) — заслуженный мастер спорта, заслуженный тренер России по теннису, первый тренер Анны Курниковой[22].
- 16 сентября — Акселеу Сейдимбек (66) — этнограф, искусствовед, литератор, журналист, общественный деятель, лауреат Государственной премии РК, доктор филологических наук, профессор.
- 16 сентября — Трэверс, Мэри (Mary Travers; 72) — американская певица (Peter, Paul and Mary)[23].
- 16 сентября — Андреев, Александр Васильевич (88) — участник Великой Отечественной войны, Герой Советского Союза[24].
- 17 сентября — Анатолий Смирнов (84) — советский и российский историк-славист, доктор исторических наук, профессор.
- 18 сентября — Шведова, Наталия Юльевна (92) — академик РАН, лингвист-русист, соавтор «Словаря русского языка», основанного С. И. Ожеговым, главный редактор и один из основных авторов академической «Русской грамматики» 1980 года[25].
- 18 сентября — Асанов, Даир Асанович (87) — Герой Советского Союза[26].
- 18 сентября — Кристол, Ирвинг (89) — американский писатель, журналист, один из основателей неоконсерватизма[27].
- 19 сентября — Рок Райда[англ.] (37) — нью-йоркский диджей, участник группы X-Ecutioners[28].
- 19 сентября — Мукасей, Елизавета Ивановна (97) — советская разведчица-нелегал, жена разведчика Михаила Мукасея[29].
- 19 сентября — Пётр Алексеевич Полушкин (85) — Герой Советского Союза[30].
- 21 сентября — Борис Инфантьев (87) — русский латвийский фольклорист, литературовед, языковед, педагог, культуролог, историк, краевед, общественный деятель.
- 21 сентября — Мирослав (Марусин) (85) — архиепископ Украинской Грекокатолической Церкви, секретарь Конгрегации Восточных Церквей.
- 21 сентября — Алексей Чирков (29) — российский боксёр, чемпион России 2003 года[31].
- 22 сентября — Арлаускас, Романас (92) — советский и литовский (позже австралийский) шахматист.
- 23 сентября — Медведев, Глеб Сергеевич (78) — российский энтомолог, заслуженный деятель науки Российской Федерации, профессор, президент Русского энтомологического общества РАН, академик РАЕН[32].
- 23 сентября — Пьер ван Халтерен (фр. Pierre Van Halteren) (98)— бельгийский либеральный политик, бургомистр Брюсселя с 1975 по 1983 гг., инженер, юрист[33].
- 24 сентября — Аркан, Нелли (36) — канадская писательница; самоубийство[34]
- 24 сентября — Анатолий Дюбко (85) — полковник Советской Армии, участник Великой Отечественной войн, Герой Советского Союза.
- 24 сентября — Ефремов, Владимир Иванович (66) — советский литовский театральный деятель.
- 24 сентября — Макво, Роджерс (100) — американский ботаник, профессор[35].
- 24 сентября — Саакянц, Роберт Аршавирович (59) — советский режиссёр, сценарист и художник мультипликационных фильмов[36].
- 25 сентября — Ларроча-и-де-ла-Калье, Алисия де (86) — испанская пианистка[37]
- 25 сентября — Малоуни, Клифтон (71) — известный американский миллионер, владелец компании C.H.W. Maloney & Co[38].
- 26 сентября — Голенищев, Пётр Ефимович (67) — член Совета Федерации (1999—2000), председатель Палаты представителей Законодательного собрания Свердловской области[39].
- 26 сентября — Георгий Керт (86) — советский и российский лингвист, специалист по прибалтийско-финским и саамским языкам России.
- 27 сентября — Зверева-Балюк, Диана Викторовна (30) — российская актриса театра и кино; внутримозговое кровоизлияние[40]
- 27 сентября — Ежи Гижицкий (90) — польский историк шахмат.
- 27 сентября — Дыховичный, Иван Владимирович (61) — актёр, режиссёр, телеведущий[41].
- 27 сентября — Михайлов, Андрей Дмитриевич (79) — член-корреспондент РАН, литературовед, председатель Редколлегии серии «Литературные памятники»[42].
- 28 сентября — Ливенцев, Виктор Ильич (91) — участник Великой Отечественной войны, Герой Советского Союза[43][44], Архивная копия от 11 ноября 2017 на Wayback Machine</ref>.
- 28 сентября — Хыхла, Зигмунт (83) — польский боксёр, Олимпийский чемпион 1952 года[45]
- 28 сентября — Эндара, Гильермо (73) — бывший президент Панамы (1989—1994)[46]
- 29 сентября — Федулов, Павел Иванович (90) — участник Великой Отечественной войны, Герой Советского Союза
- 30 сентября — Попович, Павел Романович (78) — летчик-космонавт СССР, дважды Герой Советского Союза (1962, 1974); инсульт[47].